# Glenea modica
Glenea modica là một loài bọ cánh cứng trong họ Cerambycidae.